# Her Majesty
〈Her Majesty〉는 폴 매카트니(레논-매카트니로 인정받았지만)가 작곡한 곡으로 비틀즈의 음반 《Abbey Road》에 수록되었다. 그 곡은 농담조의 뮤직홀 노래이다. 〈Her Majesty〉는 음반의 마지막 곡으로 〈The End〉이라는 곡 뒤에 14초 동안 나타나지만 원래 소매에는 수록되지 않았다. 따라서, 그 곡은 록 음악에서 히든 트랙의 첫 번째 예 중 하나로 여겨진다.
이 노래는 비틀즈가 엘리자베스 2세 여왕을 직접적으로 지칭하는 몇 안 되는 곡들 중 하나이며, 다른 곡들은 〈Penny Lane〉과 〈Mean Mr. Mustard〉이다.

## 참여 인원
- 폴 매카트니 - 리드 보컬, 어쿠스틱 기타